# 小行星21562
小行星21562（21562 Chrismessick）是一颗绕太阳运转的小行星，为主小行星带小行星。该小行星于1998年8月19日发现。

## 轨道参数
小行星21562的轨道半长轴为2.5900516 UA，离心率为0.142。